# Macca
« Macca » est également le surnom du musicien Paul McCartney.
Macca est le nom d´un cocktail de la catégorie long drink, à base de vermouth, de gin, de crème de cassis et d'eau gazeuse ou de limonade. C'est un « before lunch » : il se boit en général avant le repas.
Il est de couleur rougeâtre et son goût est moyennement fort. Il comprend 20 % d´alcool pour une contenance de 12 cl.